# Harald Thun
Harald Ernst Ewald Thun (* 7. August 1945 in Falkenberg; † 9. Juli 2025) war ein deutscher Romanist und Sprachwissenschaftler.

## Leben
Thun studierte Französisch und Geschichte an den Universitäten Kiel, Tübingen und Pau. Nach Abschlüssen in Frankreich und Deutschland sowie einem Lektorat in Bukarest war er Assistent von Eugenio Coseriu in Tübingen und von Horst Geckeler in Münster. Er wurde in Tübingen promoviert mit der Dissertation Probleme der Phraseologie. Untersuchungen zur wiederholten Rede mit Beispielen aus dem Französischen, Italienischen, Spanischen und Rumänischen (Niemeyer, Tübingen 1978, 2013) und habilitierte sich in Münster mit der Schrift Personalpronomina für Sachen. Ein Beitrag zur romanischen Syntax und Textlinguistik (Narr, Tübingen 1986). Dann war er von 1985 bis 1993 Professor an der Johannes Gutenberg-Universität Mainz und anschließend (bis zu seiner Emeritierung 2011) an der Christian-Albrechts-Universität zu Kiel. Von 2001 bis 2003 war er Vorsitzender des Deutschen Romanistenverbandes. Zu seinen wissenschaftlichen Schwerpunkten gehörten sprachgeografische Forschungen in Südamerika (Uruguay und Umgebung), vor allem auch zur Sprache Guaraní. Seit 2006 forschte er daneben zur Geschichte des französischen Substandards.

## Werke (Auswahl)
- Dialoggestaltung im Deutschen und Rumänischen. Eine strukturell-kontrastive Studie zu den Existimatoren. Narr, Tübingen 1984.
- (Hrsg. mit Adolfo Elizaincín) Atlas lingüístico diatópico y diastrático del Uruguay. ADDU. Westensee, Kiel 2000–
  - T. 1. Consonantismo y vocalismo del portugués. Fasc. A. 1. Laterales y palatales
- Atlas Lingüístico Guaraní-Románico. Sociología (ALGR-S). 2 Bde. Westensee, Kiel 2002
- (Hrsg. mit Wolf Dietrich u. a.) Atlas lingüistico guaraní-románico (ALGR). Westensee, Kiel 2009–
  - T. 1., Léxico del cuerpo humano. 2009
  - T. 2., Léxico del parentesco. 2015
- (Hrsg. mit anderen) Guarinihape tecocue – lo que pasó en la guerra (1704–1705). Memoria anónima en guaraní del segundo desalojo de la Colonia del Santo Sacramento, Uruguay de los portugueses por los españoles. Westensee, Kiel 2015.
- (Hrsg. mit Joachim  Steffen und Rainer Zaiser) Classes  populaires,  scripturalité  et  histoire  de  la  langue. Un bilan interdisciplinaire. Westensee, Kiel 2018.